# Snäckfågel
Snäckfågel är en abstrakt skulptur i brons av Eric Grate från 1960–61. Skulpturen står sedan mars 1967 vid korsningen Skånegatan / Engelbrektsgatan i Göteborg, utplacerad av Charles Felix Lindbergs donationsfond.
Ytterligare exemplar av skulpturen finns sedan 1966 på Stora Torg i Eslöv och inne på en gård mellan husen utanför Basgränd 7 och Trafikgatan 1 A Nedre Haga i Sundsvall
|                                                                              |  |                                                                                         |  |                                                                                  |
| Skulpturen Snäckfågel i Eslöv. 55°50′19″N 13°18′13″Ö / 55.83861°N 13.30361°Ö |  | Skulpturen Snäckfågel i Göteborg. 57°42′6.49″N 11°59′6.43″Ö / 57.7018028°N 11.9851194°Ö |  | Skulpturen Snäckfågel i Sundsvall. 62°23′48″N 17°19′58″Ö / 62.39667°N 17.33278°Ö |